# Distrito de Pingfang
Pingfang (chinês: 平房区, pinyin: Píngfáng Qū) é um distrito localizado nos arredores de Harbin, China (que nos anos de 1930 e 1940 fazia parte de um estado manipulado pelos Japoneses chamado Manchukuo). Foi o quartel-general da Unidade 731 de Guerra Biológica durante a invasão da China pelos Japoneses na Segunda Guerra Mundial. Ele tinha um aeroporto, ferrovias e masmorras. Grande parte de Pingfang foi queimada pelos Japoneses para destruir evidências, mas o incinerador onde remanesciam restos de vítimas incineradas foi deixado para trás e continua em uso por uma fábrica.
Hoje, Pingfang é um centro industrial de Harbin. Hafei (uma fábrica produzindo helicópteros, pequenos aviões, minivans, e carros), Dongan (uma fábrica produzindo peças de aeronáutica e motores de automóveis), e a Northeast Light Alloy Processing Plant são as três maiores manufaturadoras por lá.